# Cseszneky

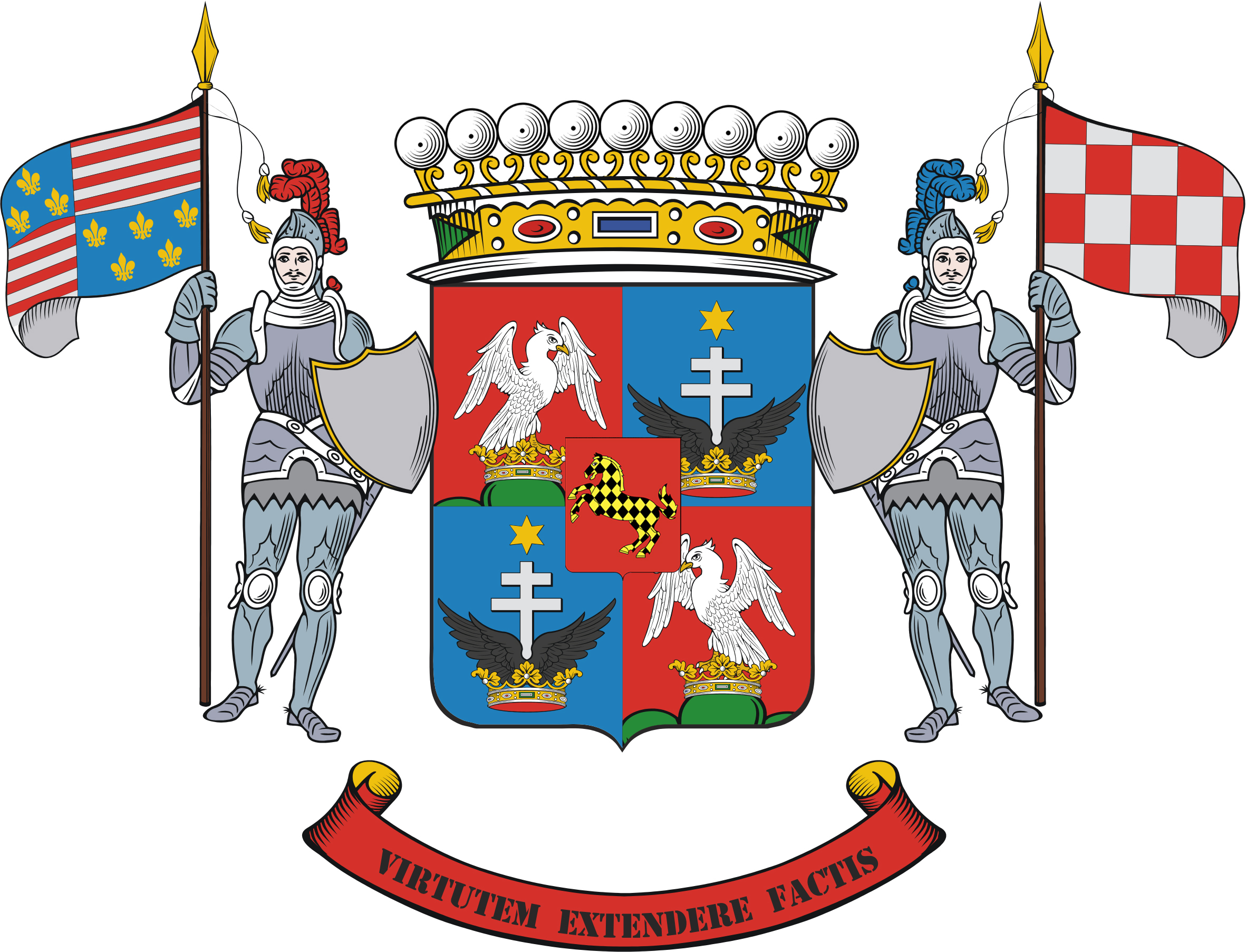
Stemma della famiglia dei Cseszneky.

La famiglia Cseszneky (chiamata anche, in lingua ungherese, Cseszneki e in lingua croata Česnegić) fu una famiglia nobile che visse in Ungheria, Slovacchia e Croazia. La famiglia prese il suo nome dal villaggio ungherese Csesznek.
Durante i secoli la famiglia ottenne vari titoli nobiliari (il principale dei quali fu quello del signore), tra cui: de Csesznek, de Enese, de Csécsény, de Kisbabot, de Szentkáta, de Kisbudafa, de Tejfalu, de Nemesvarbók e de Milvány.